# Kravarsko
 Kravarsko  falu és község Horvátországban Zágráb megyében. Közigazgatásilag Barbarići Kravarski, Čakanec, 
Donji Hruševec, Gladovec Kravarski, Gornji Hruševec, Novo Brdo, Podvornica, Pustike és Žitkovčica települések tartoznak hozzá.

## Fekvése
Zágráb központjától 25 km-re délre, a Vukomerići dombok között fekszik.

## Története
A települést és plébániatemplomát már 1334-ben említi Ivan goricai főesperes a zágrábi káptalan statutumában. A Túrmezei kerülethez tartozott és mint ilyen, jobbágyai mentesültek a várispánok joghatósága alól és a zágrábi mező (Campi Zagrabiensis) nemeseinek közössége, azaz saját maguk által választott saját joghatóság (comes terrestris) alá kerültek. A mai község déli része a topuskoi apátság birtoka volt. A legenda szerint Gornji Hruševec közelében a Gradišće nevű hegyen állt Ljudevit Posavski herceg vára, aki ellen a frankok négy hadjáratot is vezettek. A római Ad Fines romjaira azonos nevű erősséget emelt, melynek maradványait azonban teljesen még nem tárták fel.
A plébániát 1553-ban, 1588-ban és 1697-ben is említi az egyházi vizitáció. A település következő említése 1767-ben Zágráb vármegye falvainak összeírásában található. A község falvai akkor az Erdődyek selin-chicei uradalmához tartoztak. Kravarsko község kialakulása a 19. század közepén kezdődött és 1866-ra fejeződött be, amikor Kravarskon felállt a községi hivatal és a jegyző is megkezdte működését. A falunak 1857-ben 328, 1910-ben 512 lakosa volt. Trianon előtt Zágráb vármegye Nagygoricai járásához tartozott. 2001-ben a falunak 512 lakosa volt.

## Lakosság
| Lakosság változása | Lakosság változása | Lakosság változása | Lakosság változása | Lakosság változása | Lakosság változása | Lakosság változása | Lakosság változása | Lakosság változása | Lakosság változása | Lakosság változása | Lakosság változása | Lakosság változása | Lakosság változása | Lakosság változása |
| ------------------ | ------------------ | ------------------ | ------------------ | ------------------ | ------------------ | ------------------ | ------------------ | ------------------ | ------------------ | ------------------ | ------------------ | ------------------ | ------------------ | ------------------ |
| 1857               | 1869               | 1880               | 1890               | 1900               | 1910               | 1921               | 1931               | 1948               | 1953               | 1961               | 1971               | 1981               | 1991               | 2001               |
| 328                | 392                | 414                | 482                | 519                | 512                | 502                | 607                | 559                | 590                | 530                | 500                | 475                | 480                | 512                |

## Nevezetességei
A Szent Kereszt Felmagasztalása tiszteletére szentelt plébániatemploma 1874-ben épült a település legmagasabb pontján. Harangtornya uralja a környéket. Elődje egy 17. századi kápolna volt. A mai templom belseje egyszerű, melyet szép festett üvegablakok ékesítenek. A második világháború alatt súlyosan megrongálódott, 1959-ben teljesen megújították.